# Khadr El Touni
Khadr El Touni, arabsky خضر التوني, (žil 15. března 1915 Káhira — 25. září 1956 Helwán) byl egyptský reprezentant ve vzpírání.
Vyhrál soutěž ve střední váze na berlínské olympiádě, když dosáhl ve trojboji výsledku 387,5 kg (světový rekord) a porazil stříbrného Rudolfa Ismayra o senzačních 35 kg; vzepřel dokonce víc než vítěz polotěžké váhy Louis Hostin. Jeho kariéru zbrzdila druhá světová válka, na hrách v Londýně skončil na čtvrtém místě, stal se však v poválečném období třikrát mistrem světa. Vytvořil jedenáct světových rekordů.
Zemřel při pokusu o neodbornou opravu elektrického vedení ve svém domě v Helwánu.